# 5767 Moldun
5767 Moldun eller 1986 RV2 är en asteroid i huvudbältet som upptäcktes den 6 september 1986 av den amerikanske astronomen Edward L.G. Bowell vid Anderson Mesa Station. Den är uppkallad efter Paris förorten Meudon.
Asteroiden har en diameter på ungefär 4 kilometer och den tillhör asteroidgruppen Flora.